# Liste der Monuments historiques in Mareuil-le-Port
Die Liste der Monuments historiques in Mareuil-le-Port führt die Monuments historiques in der französischen Gemeinde Mareuil-le-Port auf.

## Liste der Immobilien
| Bezeichnung    | Beschreibung           | Standort                                         | Kennzeichnung | Schutzstatus | Datum | Bild           |
| -------------- | ---------------------- | ------------------------------------------------ | ------------- | ------------ | ----- | -------------- |
| Kirche St-Rémi | ab dem 12. Jahrhundert | Mareuil-le-Port, 23 avenue Hubert Pierson (Lage) | PA00078737    | Classé       | 1892  | weitere Bilder |

## Liste der Objekte
| Bezeichnung                                             | Beschreibung                                                    | Standort                                      | Kennzeichnung | Schutzstatus | Datum | Bild |
| ------------------------------------------------------- | --------------------------------------------------------------- | --------------------------------------------- | ------------- | ------------ | ----- | ---- |
| Kruzifix                                                | Holz, Anfang des 16. Jahrhunderts                               | Cerseuil, in der Kapelle (Lage)               | PM51000530    | Classé       | 1924  |      |
| Triumphkreuz                                            | Holz, farbig gefasst, Anfang des 16. Jahrhunderts               | Mareuil-le-Port, in der Kirche St-Rémi (Lage) | PM51001264    | Classé       | 1911  |      |
| Kirchenfenster                                          | aus dem 16. Jahrhundert                                         | Mareuil-le-Port, in der Kirche St-Rémi (Lage) | PM51000525    | Classé       | 1892  |      |
| Skulpturengruppe Unterweisung Mariens                   | Stein, farbig gefasst, 16. Jahrhundert                          | Mareuil-le-Port, in der Kirche St-Rémi (Lage) | PM51000526    | Classé       | 1911  |      |
| Gemälde Stiftung einer Rosenkranzbruderschaft           | Ölfarbe auf Holz, vergoldeter Holzrahmen, bezeichnet 1616       | Mareuil-le-Port, in der Kirche St-Rémi (Lage) | PM51000527    | Classé       | 1911  |      |
| Skulpturengruppe Kreuzabnahme                           | Holz, farbig gefasst und vergoldet, Anfang des 16. Jahrhunderts | Cerseuil, in der Kapelle (Lage)               | PM51000529    | Classé       | 1924  |      |
| Skulptur Heilige Barbara                                | Holz, farbig gefasst, 15. Jahrhundert                           | Cerseuil, in der Kapelle (Lage)               | PM51000531    | Classé       | 1977  |      |
| Bilderrahmen                                            | Holz, vergoldet, um 1700                                        | Mareuil-le-Port, in der Kirche St-Rémi (Lage) | PM51000528    | Classé       | 1911  |      |
| Zwei Skulpturen: Mater dolorosa und Johannes Evangelist | Holz, farbig gefasst, 16. Jahrhundert                           | Cerseuil, in der Kapelle (Lage)               | PM51000532    | Classé       | 1984  |      |
| Gemälde Pietà                                           | Ölfarbe auf Leinwand, 17. Jahrhundert                           | Cerseuil, in der Kapelle (Lage)               | PM51003366    | Inscrit      | 1995  |      |
| Vier Skulpturen von Chorknaben                          | Holz, farbig gefasst, 18. Jahrhundert                           | Cerseuil, in der Kapelle (Lage)               | PM51002518    | Inscrit      | 1977  |      |